# Armadale Tri-car
O Armadale Tri-car (ou Tobogã Tri-car) foi um modelo de automóvel de três rodas, no qual o passageiro ficava sentado entre as duas rodas da frente e o motorista na parte traseira numa posição mais alta sobre a única roda traseira, fabricado comercialmente entre 1906-1907 pela Armadale Motors em Northwood (Londres) e pela Northwood Motor & Engineering Works (em 1907) também situada em Northwood.
Seu primeiro protótipo foi construído em março de 1905.
Era equipado com um motor refrigerado a água, que fornecia 4 HP de potência e com e com transmissão por disco de atrito (um tipo de transmissão continuamente variável - Câmbio CVT)